# Elda Pucci
Elda Pucci (ur. 21 lutego 1928 w Trapani, zm. 14 października 2005 w Palermo) – włoska polityk, lekarka i samorządowiec, w latach 1983–1984 burmistrz Palermo, posłanka do Parlamentu Europejskiego III kadencji.

## Życiorys
Z wykształcenia lekarka, praktykowała jako pediatra w Palermo, zajmowała się też działalnością publicystyczną, współpracując z „il Giornale”. Była związana z Chrześcijańską Demokracją, zasiadała w radzie miejskiej Palermo. W latach 1983–1984 pełniła funkcję burmistrza tej miejscowości. W trakcie kampanii wyborczej w 1985 przedstawiciele mafii podłożyli ładunki wybuchowe pod jej dom w Piana degli Albanesi. W 1993 kandydowała w wyborach bezpośrednich na urząd burmistrza, przegrywając z Leolucą Orlando.
W latach 1992–1994 z ramienia Włoskiej Partii Republikańskiej sprawowała mandat eurodeputowanej III kadencji.